# Gadamés
Gadamés o arcaicamente Gadamis  (en árabe: غدامس, en libio vernacular: ġdāməs, en bereber: ɛadēməs )  es una ciudad de Libia, situada en un oasis cerca de las fronteras de Túnez y de Argelia, a casi 600 kilómetros al sudoeste de Trípoli  y a 330 km de Nalut. El nombre amazigh  de Ghadames, Ghadamés o Ghadamis viene de ghad, “comida” y ames, “ayer”, es decir: “la comida de ayer”. En tiempos del apogeo del imperio romano el nombre bereber fue transcripto al  latín como Cydamus y la ciudad fue considerada la capital de los garamantes y de la bastante efímera provincia romana de la Garamantica.

## Descripción
Se encuentra en una zona  a 357 m s. n. m., Gadamés se compone de dos ciudades. La antigua, construida en el siglo XIII, está prácticamente deshabitada, y la nueva tiene cerca de 10 000 habitantes (2006), de los cuales al menos 6.000 son libios y el resto inmigrantes de los países vecinos. La ciudad nueva está formada por edificios de dos plantas de poca relevancia. En el centro, destaca la mezquita nueva. 
La ciudad más cercana, Derj, se encuentra a 110 km a través de la hamada, una planicie rocosa apenas cubierta de tierra y arena con algunos matorrales. Cerca del cementerio de Sidi Badri (pronúnciese "sidí-badrí"), cuyas tumbas anónimas están señaladas por piedras verticales, se encuentran media docena de hoteles y restaurantes pequeños. El paisaje que rodea la ciudad es desértico y no muy lejos se aprecian elevaciones en forma de mesetas de entre cien y doscientos metros de altura. 
Más lejos, se encuentra el aeropuerto y, a unos catorce kilómetros, el visitante puede bañarse en un lago de agua salada en medio del desierto o, más cerca, visitar uno de los extremos del Gran Erg Oriental, el mar de dunas que cubre parte de Argelia y Túnez y que aquí apenas penetra en el país y es visita obligada de los turistas que quieren ver la puesta de sol desde la cima de una duna y fotografiarse con un tuareg.

## La ciudad vieja
La ciudad vieja o medina, situada junto al oasis, está cercada por un muro de piedra que la protege. Durante varios siglos fue un importante lugar de intercambio y descanso para las caravanas que circulaban entre el centro de África y la costa tripolitana. De un lado, venían los cargamentos de pieles, cueros, piedras preciosas, oro, plata, marfil y animales exóticos de más allá del desierto, y del otro, caballos y otras riquezas procedentes de las ciudades costeras. 

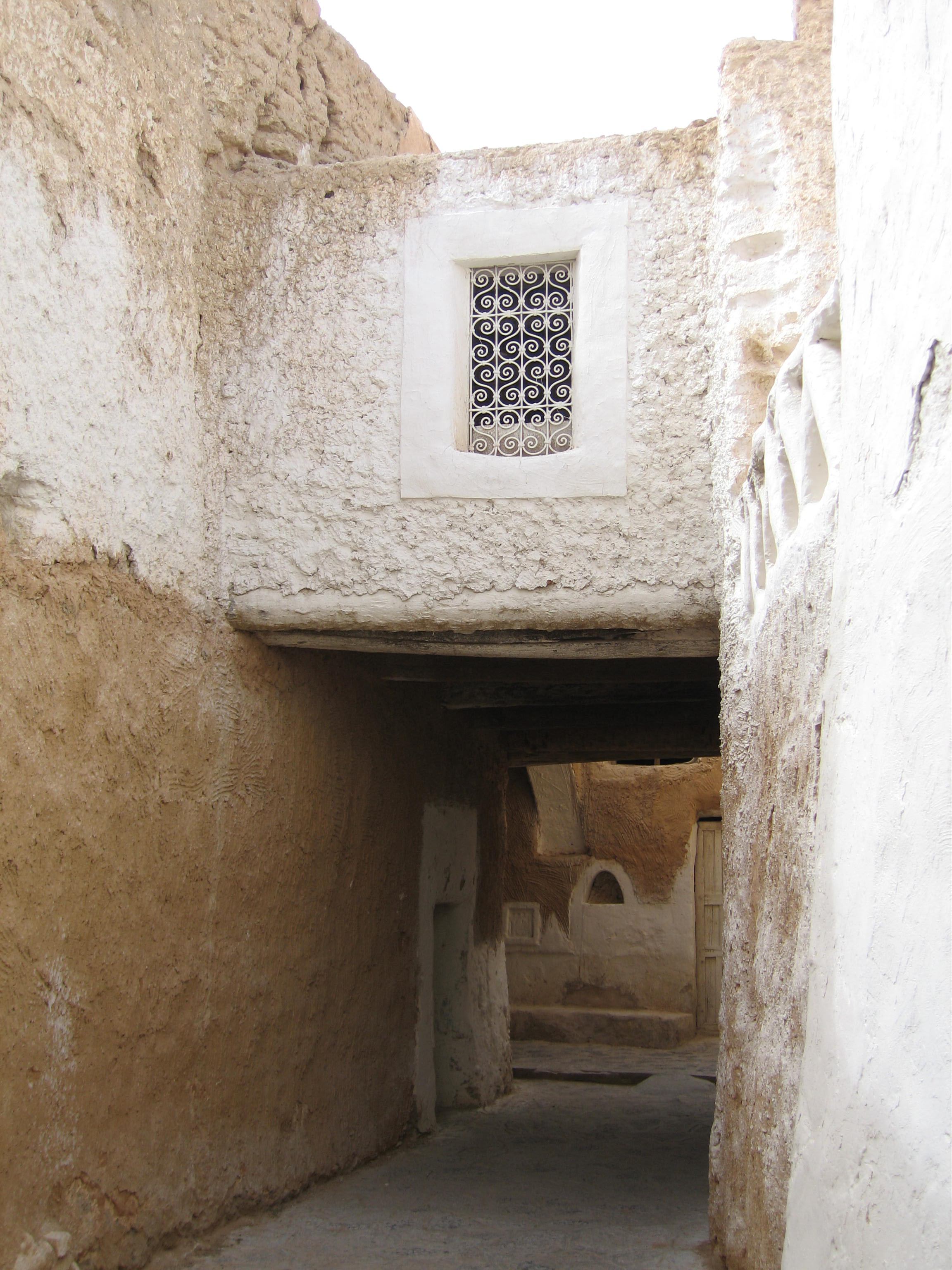
Ciudad vieja.

Diseñada para soportar el calor, la medina es un laberinto de calles estrechas y abovedadas que forman túneles bajo los edificios de dos o tres pisos de adobe pintado de blanco. De vez en cuando, una abertura ilumina los laberínticos callejones y cada tanto se encuentra una plaza pequeña que sirve de frontera entre los siete barrios de la ciudad, habitados por las diferentes etnias que la poblaban. La ciudad posee dos puertas, una para entrar, la puerta sur, conocida como Bab al-Burr y otra para salir. En tiempos, sólo abrían entre la primera oración de la mañana y la última de la tarde.
Dentro de la medina  hay varias mezquitas, entre las que destacan las de Omran al-Aatik, (siglo VII) y Nabi Younes (siglo XIV). Un pequeño canal recoge el agua del oasis, que nace caliente a gran profundidad cerca de esta última mezquita  y forma una galería con piezas individuales para la higiene y las abluciones. Destaca también la fuente de Al-Kadus, cerca de Nabi Younes, que se utiliza como reloj de agua (clepsidra) para indicar el momento de las oraciones.
Las viviendas constan de numerosas estancias a diferentes niveles. Como es natural en este tipo de ciudades musulmanas, las mujeres tenían acceso a toda la vivienda, pero solo ellas podían acceder a terrazas y terrados, para evitar que sus vecinos varones pudieran observarlas.
Debido al descenso de la capa freática por el uso de motobombas, algunas de las fuentes que regaban el palmeral se han secado y este ya no está tan cuidado como sería de desear, aunque la fronda de las palmeras sigue envolviendo la ciudad vieja con su encanto.

## Historia
Se cree que el oasis está poblado desde el 3000 a. C., pero las noticias son pocas hasta la ocupación por los romanos en el año 19 a. C. Plinio el Viejo cita en su Historia Natural un lago salado cerca de Cydamus, que nos da una pista sobre el nombre de la ciudad en aquellos tiempos, perteneciente a la inmensa provincia romana de la Garamantica (aproximadamente equivalente al Fezzan actual) , que se extendía hasta el macizo del Hoggar (actualmente en el reciente estado del Chad).

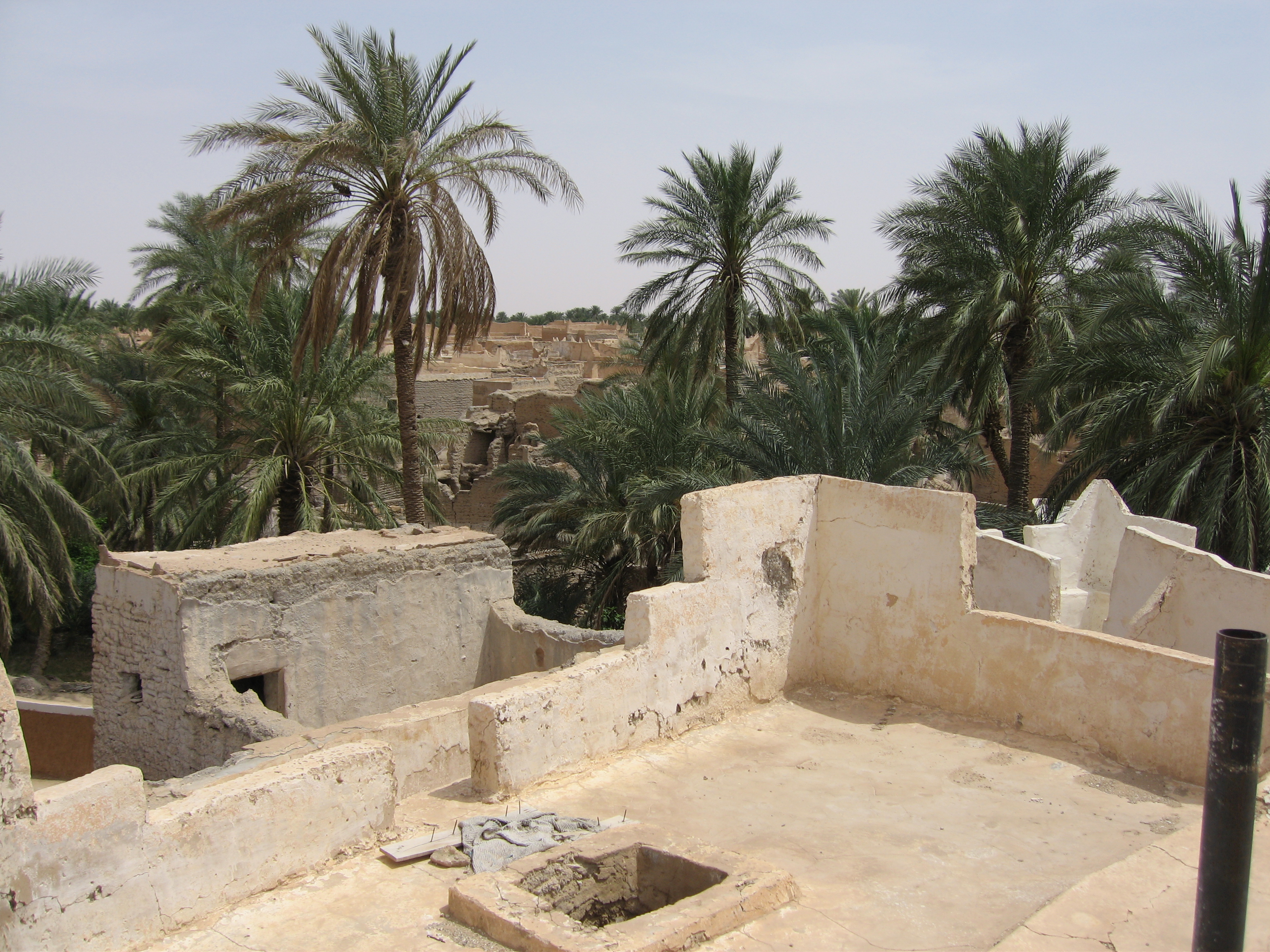
Vista desde uno de los terrados de la ciudad vieja.

Más allá de Cydamus no parecía haber nada de interés a los europeos de la Antigüedad y la Edad Media , salvo el desierto y las tribus nómadas, inconquistables, por lo que los romanos fortificaron la ciudad y construyeron un fuerte en las cercanías, a unos diez kilómetros, luego usado por los bereberes. Se cree que habitó aquí la célebre reina bereber llamada Kahina  quien organizó la defensa contra los árabes, que ocuparon el fuerte más tarde y le dejaron el nombre actual de Qalaat al-Ghoul o Rās al-Ghul, “castillo” o “montaña” del monstruo  a que hace referencia el término árabe gul . Actualmente solo quedan unas pocas ruinas sobre una roca solitaria, desde la que se domina la planicie entre las mesetas sudorientales y el mar de dunas del Gran Erg Occidental. 
De aquella época apenas han quedado en la ciudad unas pocas ruinas y una inscripción romana. Bajo el reinado de Septimio Severo, nacido en Libia y que se ocupó especialmente de esta parte del Imperio, se instaló en Cydamus la Tercera Legión. La ciudad era entonces la puerta del desierto por donde entraban algunas de las mercancías, oro, esclavos y animales salvajes del otro extremo del desierto, camino de las ciudades costeras de Sabrata y de Leptis Magna, desde donde embarcaban hacia Roma.
Después de dos siglos de dominio, los romanos abandonan la frontera del desierto y la ciudad vuelve a los nómadas bereberes hasta la conquista por los bizantinos en el siglo VI con Justiniano y la conversión al cristianismo  de sus habitantes. Poco después, la región fue tomada por los árabes y queda bajo la influencia del Islam.

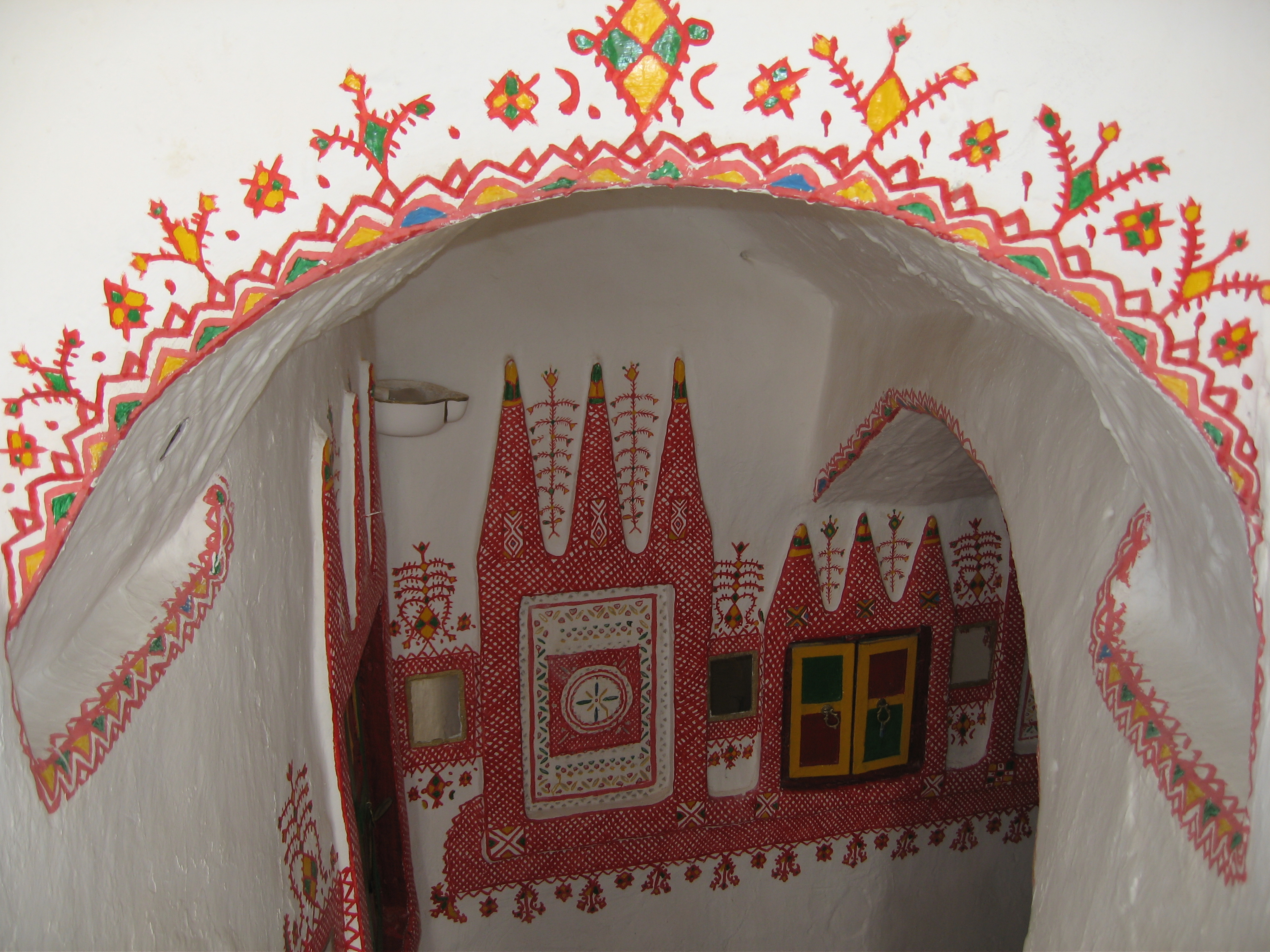
Interior de una de las viviendas de la ciudad vieja.

Ghadames fue un importante puerto de caravanas durante los próximos ocho siglos; así en la Edad Media Gadamés se hizo célebre por sus curtidurías y marroquinerías caracterizándose por los ricos cueros labrados y pintados que por esto aún reciben el nombre de gadamesíes (guadameciles) . La actual "ciudad vieja" fue construida en el siglo XIII (como se puede observar, el nombre "ciudad vieja" es algo antojadizo y solo se refiere a la ciudad medieval en comparación con la zona edificada más moderna, ya que Gadamés existe desde antes de la Era Común o cristiana). Un viajero británico, el explorador Alexander Gordon Laing, la describió en 1825 como una ciudad amurallada, de unos seis o siete kilómetros de circunferencia, contando los jardines del oasis, y rica en agua. En esa época es ocupada por los otomanos  hasta la llegada de los italianos a Libia en 1911. En 1943 durante la Segunda Guerra Mundial, con la intención de expulsar a los italianos de la ciudad, las tropas aliadas  bombardearon la ciudad vieja, destruyendo una de las mezquitas y setenta casas, y matando a 39 personas, entre ellos a 12 niños.
En 1973, vivían en la ciudad vieja cerca de cuatro mil personas y en 1984, el nuevo gobierno libio empezó a construir la "ciudad nueva"  para trasladar a los cerca de siete mil habitantes de la decadente ciudad vieja, que quedará abandonada hasta su reconocimiento como Patrimonio de la Humanidad por la Unesco, en el año 1986, que ha hecho que cobre interés turístico y que se reconstruya en gran parte. Muchos de sus antiguos vecinos vuelven a sus casas en los días más calurosos del verano para disfrutar del frescor de las viejas edificaciones.
Durante la rebelión estallada en febrero de 2011, la ciudad de Gadamés estuvo sitiada por tropas del Consejo Nacional de Transición hasta su liberación.

## Clima
| Parámetros climáticos promedio de Ghadamis (1961 - 1990)                                          | Parámetros climáticos promedio de Ghadamis (1961 - 1990) | Parámetros climáticos promedio de Ghadamis (1961 - 1990) | Parámetros climáticos promedio de Ghadamis (1961 - 1990) | Parámetros climáticos promedio de Ghadamis (1961 - 1990) | Parámetros climáticos promedio de Ghadamis (1961 - 1990) | Parámetros climáticos promedio de Ghadamis (1961 - 1990) | Parámetros climáticos promedio de Ghadamis (1961 - 1990) | Parámetros climáticos promedio de Ghadamis (1961 - 1990) | Parámetros climáticos promedio de Ghadamis (1961 - 1990) | Parámetros climáticos promedio de Ghadamis (1961 - 1990) | Parámetros climáticos promedio de Ghadamis (1961 - 1990) | Parámetros climáticos promedio de Ghadamis (1961 - 1990) | Parámetros climáticos promedio de Ghadamis (1961 - 1990) |
| Mes                                                                                               | Ene.                                                     | Feb.                                                     | Mar.                                                     | Abr.                                                     | May.                                                     | Jun.                                                     | Jul.                                                     | Ago.                                                     | Sep.                                                     | Oct.                                                     | Nov.                                                     | Dic.                                                     | Anual                                                    |
| ------------------------------------------------------------------------------------------------- | -------------------------------------------------------- | -------------------------------------------------------- | -------------------------------------------------------- | -------------------------------------------------------- | -------------------------------------------------------- | -------------------------------------------------------- | -------------------------------------------------------- | -------------------------------------------------------- | -------------------------------------------------------- | -------------------------------------------------------- | -------------------------------------------------------- | -------------------------------------------------------- | -------------------------------------------------------- |
| Temp. máx. abs. (°C)                                                                              | 28.9                                                     | 34.4                                                     | 36.7                                                     | 43.3                                                     | 45                                                       | 47.2                                                     | 46.7                                                     | 47.8                                                     | 45                                                       | 40                                                       | 35.6                                                     | 30                                                       | 47.8                                                     |
| Temp. máx. media (°C)                                                                             | 17.6                                                     | 20.7                                                     | 24.4                                                     | 29.7                                                     | 34.6                                                     | 39.8                                                     | 40.3                                                     | 39.8                                                     | 36.4                                                     | 30.0                                                     | 23.8                                                     | 18.2                                                     | 29.6                                                     |
| Temp. media (°C)                                                                                  | 10.6                                                     | 13.3                                                     | 16.7                                                     | 21.8                                                     | 26.2                                                     | 31.1                                                     | 31.4                                                     | 31.2                                                     | 28.3                                                     | 22.5                                                     | 16.4                                                     | 11.3                                                     | 21.7                                                     |
| Temp. mín. media (°C)                                                                             | 3.6                                                      | 5.7                                                      | 9.0                                                      | 13.8                                                     | 17.8                                                     | 22.3                                                     | 22.4                                                     | 22.5                                                     | 20.1                                                     | 15.0                                                     | 9.0                                                      | 4.4                                                      | 13.8                                                     |
| Temp. mín. abs. (°C)                                                                              | -3.9                                                     | -1.7                                                     | -1.1                                                     | 0                                                        | 7.8                                                      | 7.8                                                      | 12.8                                                     | 15                                                       | 12.2                                                     | 5                                                        | 0                                                        | -2.8                                                     | -3.9                                                     |
| Lluvias (mm)                                                                                      | 5.0                                                      | 4.6                                                      | 6.8                                                      | 3.6                                                      | 2.3                                                      | 0.1                                                      | 0                                                        | 0.3                                                      | 0.8                                                      | 4.0                                                      | 2.1                                                      | 3.4                                                      | 33                                                       |
| Días de lluvias (≥ 1 mm)                                                                          | 1.1                                                      | 1.2                                                      | 1.5                                                      | 0.9                                                      | 0.4                                                      | 0.2                                                      | 0.1                                                      | 0.1                                                      | 0.2                                                      | 1.0                                                      | 0.8                                                      | 1.2                                                      | 8.7                                                      |
| Humedad relativa (%)                                                                              | 53                                                       | 43                                                       | 37                                                       | 31                                                       | 28                                                       | 24                                                       | 24                                                       | 26                                                       | 32                                                       | 37                                                       | 49                                                       | 53                                                       | 36                                                       |
| Fuente n.º 1: World Weather Information Service (Temperaturas medias y precipitación) (en inglés) |                                                          |                                                          |                                                          |                                                          |                                                          |                                                          |                                                          |                                                          |                                                          |                                                          |                                                          |                                                          |                                                          |
| Fuente n.º 2: Weatherbase (Temperaturas récord y humedad) (en inglés)                             |                                                          |                                                          |                                                          |                                                          |                                                          |                                                          |                                                          |                                                          |                                                          |                                                          |                                                          |                                                          |                                                          |